# Roger de Flor
Roger de Flor, de nom de naixement Rutger von Blum (conegut pels romans d'Orient com a Rontzerius; Bríndisi, Regne de Sicília, 1267 – Adrianòpolis, Imperi Romà d'Orient, 30 d'abril de 1305), fou un monjo templer d'origen italogermànic, capità de la nau templera El Falcó, vicealmirall de la flota de Sicília, almirall de la marina romana d'Orient (megaduc) i comandant en cap de la Companyia Catalana d'Orient. Havent deixat l'Orde del Temple, es convertí en soldat de fortuna i lluità al mar a les ordres de Frederic II de Sicília; finalitzada la Guerra de Sicília creà la Companyia Catalana d'Orient per servir a l'emperador romà d'Orient i en fou comandant en cap fins que fou assassinat en un complot ordit per Miquel Paleòleg, fill de l'emperador romà d'Orient Andrònic II Paleòleg, i Girgan, comandant en cap de la Companyia de mercenaris alans.

## Llinatge
Roger de Flor era el segon fill d'un noble alemany anomenat Richard von Blum i d'una dama italiana d'una família benestant de la ciutat de Bríndisi.

## Matrimoni i descendents
En data desconeguda es casà amb una dama de Xipre. D'aquest matrimoni nasqué una filla:
- ? de Flor, promesa en matrimoni amb Corberan d'Alet i després amb Bernat de Rocafort

El 1303 es va casar amb Maria de Bulgària. D'aquest matrimoni nasqué un fill:
- Rogeró de Flor

## Infància
El seu pare va ser falconer de l'emperador Frederic II del Sacre Imperi Romanogermànic i va morir en la batalla de Tagliacozzo quan defensava el Regne de Sicília contra la invasió francesa de Carles d'Anjou. Després de la seva victòria, Carles d'Anjou decidí confiscar tots els béns d'aquells que havien lluitat en contra seva. Per aquesta raó, Roger de Flor i la seva mare varen perdre tots els seus béns i restaren en la pobresa a Bríndisi.

## Sergent de l'Orde religiós del Temple

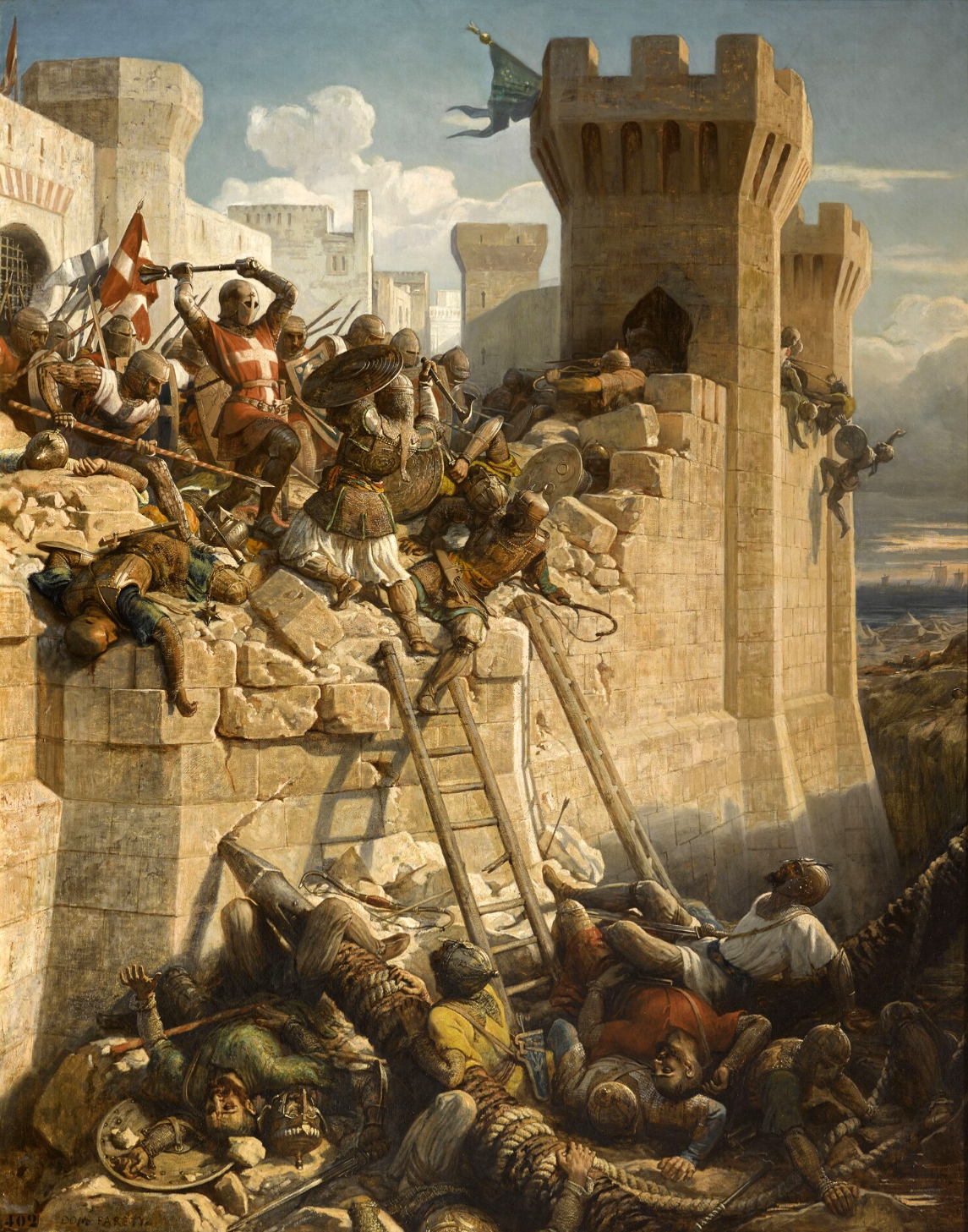
La caiguda de Sant Joan d'Acre, 1291

Quan Roger de Flor tenia vuit anys, arribà al port de Bríndisi un cavaller francès de l'Orde del Temple anomenat Vassall, que era el capità de la nau El Falcó, la millor nau de l'Orde del Temple. Fra Vassall acollí Roger de Flor sota la seva protecció i l'educà perquè es convertís també en monjo templer i en un bon almirall.
| «                                   | E aquell prohom assaltas tant d'aquel fadrí Roger, que així l'amava com si fos son fill, e demana-lo a la mare i dix-li que si li lliurava, que el faria son poder que fos bon hom al Temple | » |
| — Ramon Muntaner, Crònica cap.CXCIV | |   |

Va navegar durant uns anys fins que fou admès com a monjo a l'Orde del Temple amb el grau de sergent, el grau inferior al de cavaller. A partir d'aleshores la fama del monjo i capità Fra Roger de Flor no deixà de créixer tot al llarg de la Mediterrània oriental. Malgrat això, els dies de l'Orde del Temple estaven a punt de finalitzar. El 1291, després d'un setge ferotge, es va produir la Caiguda de Sant Joan d'Acre, el darrer bastió dels Croats a Terra Santa. Fra Roger de Flor va lluitar heroicament i davant la caiguda imminent de la ciutat va aconseguir evacuar molts cristians abans que els musulmans conquerissin la ciutat.
Però Fra Roger de Flor no tan sols va evacuar persones sinó que, en tractar-se Sant Joan d'Acre de la darrera fortalesa croada a Palestina, també va evacuar el tresor que els templers custodiaven a la ciutat. Després de la desfeta total que significà la caiguda de Sant Joan d'Acre i malgrat que l'Orde del Temple havia perdut tota raó per existir, el Mestre de l'Orde li manà que retornés tots els tresors de l'Orde del Temple. En negar-s'hi, s'inicià un procés contra Fra Roger de Flor acusant-lo de robatori. Això provocà que Fra Roger de Flor deixés l'Orde del Temple i es convertís en mercenari de fortuna. Tot i així, la intuïció de Fra Roger de Flor es demostrà correcta: pocs anys després, el 1307, el Mestre de l'Orde del Temple era acusat d'heretgia i cremat viu, mentre que l'Orde del Temple era dissolt i els seus membres eren perseguits i assassinats.
Cal notar que la cancelleria dels Aragó el va seguir anomenant sempre «fra» Roger, malgrat la seva expulsió de l'Orde del Temple.

## Mercenari en la Guerra de Sicília

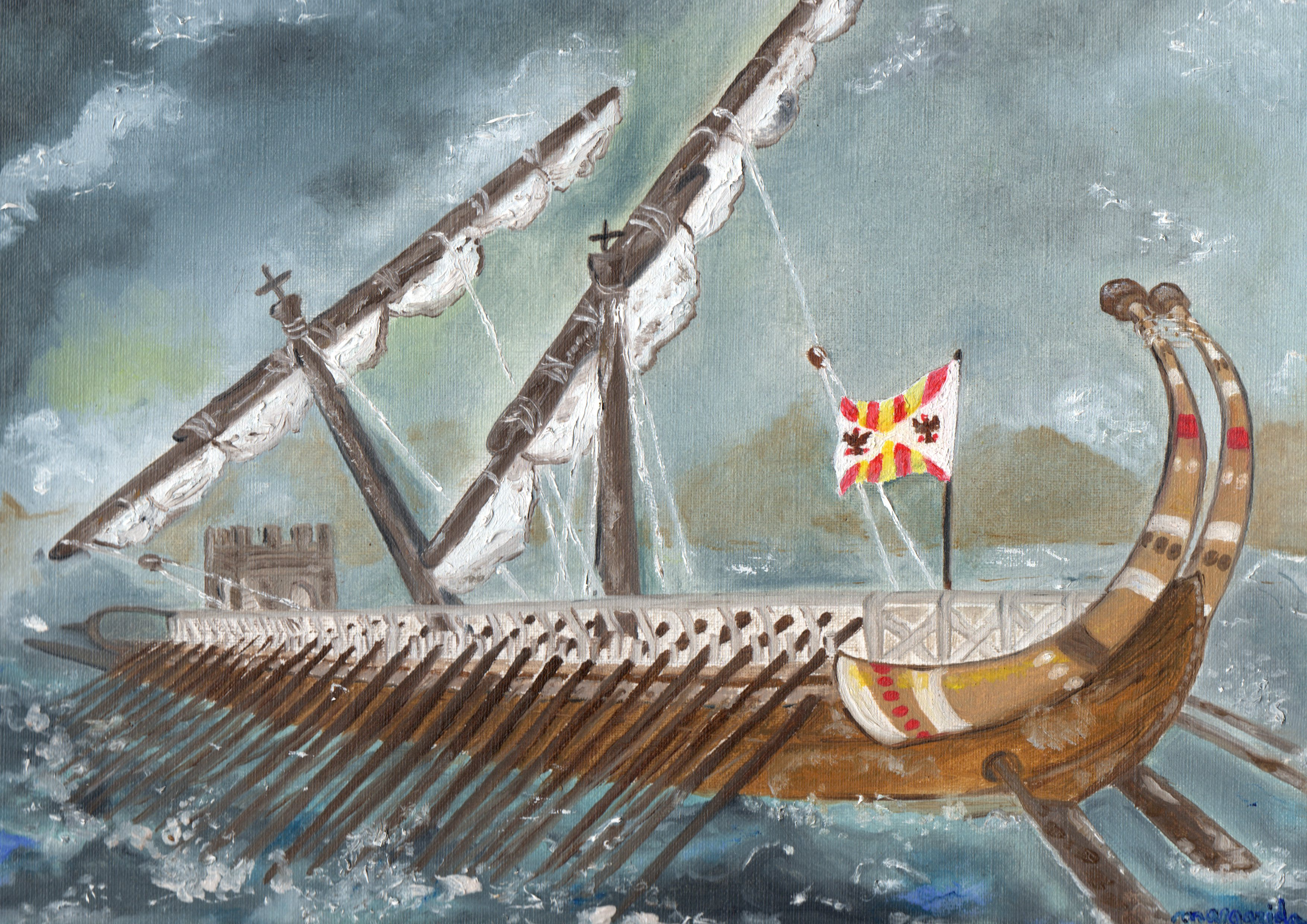
Galera Oliveta, l'any 1302. Capitanejada per Roger de Flor, al servei de Frederic II de Sicília, fustigaria les naus del monarca angeví.

En tenir notícia de les acusacions que se li feien, Fra Roger de Flor sortí del port de Marsella i es refugià a Gènova. Allí cercà l'ajut dels seus amics i en particular de Ticin d'Orla, amb qui armà una galera. Amb 25 anys, a partir d'aleshores, i durant els següents 12 anys de la seva vida (1291-1303), Roger de Flor es convertí en mercenari. Després d'uns anys de lluitar per iniciativa pròpia, l'esclat de la Guerra de Sicília li oferí un nou marc en el que prestar els serveis.
Primerament anà al Regne de Nàpols i oferí els seus serveis a Robert I de Nàpols, Duc de Calàbria i fill de Carles d'Anjou. Tot i que Robert I de Nàpols s'estava preparant per lluitar contra Frederic II de Sicília, aquest rebutjà els serveis de l'antic monjo templer acusat de robatori. Aleshores Roger de Flor oferí els seus serveis a l'enemic de Robert I de Nàpols, Frederic II de Sicília. Aquest en canvi, mancat de recursos i efectius, sí que acceptà els seus serveis. A partir d'aleshores Roger de Flor es convertí en un mercenari al servei del rei Frederic II de Sicília (el fill petit de Pere II "el Gran" i germà de Jaume II d'Aragó "el Just"). Roger de Flor destacà al llarg dels tres darrers anys de la Guerra de Sicília, i Frederic II de Sicília, en reconeixement de les seves victòries, el nomenà vicealmirall de tota la flota del Regne de Sicília.

## Creador i comandant en cap de la Companyia Catalana d'Orient
Durant la Guerra de Sicília, Roger de Flor va entrar en contacte amb la resta de tropes que Frederic II de Sicília tenia el seu servei. Igual que ell, es tractava de tropes mercenàries i procedents de la Corona d'Aragó. Era una mena de soldats que mai no havia vist anteriorment: es tractava dels almogàvers. Aquestes tropes atípiques d'infanteria lleugera ja havien excel·lit, a la primeria del segle xiii, durant la Conquesta de Mallorca i la Conquesta de València. I ara, als albors del XIV, col·laboraren a consolidar la presència del rei d'Aragó, del llinatge del Casal de Barcelona, al Regne de Sicília, lluitant contra la Casa d'Anjou.
El 1303 l'emperador romà d'Orient, Andrònic II Paleòleg, va demanar ajut per combatre el setge dels turcs. Frederic li va enviar la Companyia Catalana d'Orient, expedició composta per uns 4.000 almogàvers i 39 naus, sota el comandament de l'almirall Roger de Flor, que aleshores tenia 37 anys. Des d'un punt de vista estratègic, tenir Roger de Flor en un lloc decisiu de l'Imperi Romà d'Orient tenia una gran utilitat per al Casal de Barcelona. No solament tenia avantatges, sinó que permetia influir de forma dissuasiva en les ambicions de la Cort de França de posar com a emperador romà d'Orient Carles I de Valois, tal com demanava Pierre Dubois en el seu De recuperatione Terrae Sanctae. Just en aquells moments, fra Ramon Llull estava component el seu Liber de fine, en què recomanava als ordes militars –unificats sota un príncep (de la Casa de Barcelona?)– la ruta del nord de l'Àfrica per reconquerir Terra Santa. Suggeria partir del regne de Múrcia (llavors pertanyent a Jaume II), i aconsellava abandonar la ruta d'Anatòlia (projecte Rex bellator), que les croades anteriors havien utilitzat de manera preferent sota el comandament de reis o prínceps francesos.

L'historiador Jordi Paquimeres, ens descriu la figura de Roger de Flor a la seva arribada a Constantinoble:
| «                                                                                                   | Es trobava en el punt més florit de la seva edat. Era de terrible aspecte, ràpid en ses decisions i actiu en l'obrar quan es llençava a fer-ho. Era de cor noble i bel·licós, hàbil a saber governar gents indisciplinades i a tenir-les incondicionalment addictes, amb admirable indústria i penetrant esperit | » |
| — Jordi Paquimeres, De Michaele et Andronico Palaeologis libri tredecim, vol. II, llibre V, cap. 12 | |   |

La fama de Roger de Flor ja era coneguda a la cort romana d'Orient, quan Roger era cavaller del Temple havia prestat serveis, amb la seva galera "El Falcó", a l'emperador Andrònic. I és sabut que dominava el greguesc. En el pacte que feu l'emperador amb la companyia, Roger obtingué la mà de la neboda del monarca, Maria de Bulgària, filla de la germana d'aquest, Irene Paleòloga i de Joan III Assan, tsar de Bulgària (destronat i exiliat a Constantinoble). També fou nomenat Megaduc.
Els almogàvers van contraatacar eficaçment des del 1304 i van guanyar Filadelfia, Magnèsia i Efes, tot obligant els turcs a retirar-se a les muntanyes del Taurus. D'aquesta manera recuperaren els territoris perduts a mans dels turcs. Mentre per necessitat obviava els abusos i les crueltats dels soldats catalans envers la població de l'Imperi Romà d'Orient, i l'ambició incòmoda de Roger, quan aquest va exigir ser proclamat sobirà de l'Àsia Menor, l'emperador Andrònic hi va negociar el nomenament de Cèsar, i la concessió en feu de gran part del territori reconquerit pels almogàvers.
Cal remarcar que Roger fou sempre fidel al seu basileu (Andrònic), però sobretot fou fidel als seus homes. Parquimeres reconeix aquesta doble adhesió i l'afecte que sempre el lliga als seus, tot i la seva ascensió als més alts rangs de l'imperi. Així mateix, Parquimeres reconeix, amb igual franquesa, que les reiterades concessions imperials, en el fons, intentaven distanciar-lo dels seus homes. Amb tot, Roger refusà grans oferiments de l'emperador, sense més justificació que la lleialtat als seus homes. Parquimeres ens indica que «ell era molt afectat als interessos de sos soldats i que qualsevol que volgués deslligar-lo d'ells provocaria la seva indignació». Un exemple d'aquest tret de la seva personalitat ens el mostra el fet que no acceptà el títol de Cèsar, ofert per Andrònic, fins que pagués els sous que devia als almogàvers.
Així mateix, la lleialtat que Roger de Flor mostrava vers l'emperador i el seu fill Miquel, corregent de l'imperi, el menarà a la perdició. Miquel IX mostrà sempre la seva enemistat vers els catalans. Ramon Muntaner ens el descriu com un home valerós però al mateix temps rancuniós i cruel. Malgrat les mostres d'enemistat, el 1305, abans d'emprendre una nova campanya, Roger decideix de desplaçar-se a Adrianòpolis a retre homenatge al corregent, com havia fet l'any anterior, malgrat que en aquella ocasió Miquel refusà rebre'l.

Així doncs, i contra el consell de la seva esposa i la seva sogra, cosina i tia de Miquel, Roger decideix salpar a retre homenatge al príncep hereu. Conta Muntaner que Roger fou rebut amb grans honors per Miquel. Al setè dia de l'estada, el 30 d'abril de 1305, Miquel fa venir Girgan, cap dels mercenaris alans, i Melic, cap del Turcoples, a Adrianòpolis, de manera que va reunir uns 9.000 homes a cavall. El mateix dia Miquel convida a Roger a un banquet en el transcurs del qual Girgan entra al palau i assassina Roger de Flor i tots els seus acompanyants. Tant Muntaner com Paquimeres indiquen que el cos de Roger fou esquarterat. 
| « | Així caigué aquell home injust i insolent, però ardent i intrèpid | » |
| — Jordi Paquimeres, De Michaele et Andronico Palaeologis libri tredecim, vol. II, llibre VI, cap. 24 |                                                                   |   |

En represàlia, la resta d'almogàvers, sota el comandament de Berenguer d'Entença i de Montcada, van caure sobre l'imperi i van arrasar a sang i foc tot el que van trobar pel camí fins a Constantinoble (fet conegut com la Venjança Catalana). Posteriorment, es van implicar en una sèrie de lluites internes que van aprofitar els senyors de la zona per conquerir el ducat d'Atenes i fundar el ducat de Neopàtria, que passarien a la Corona d'Aragó sota el Regne de Sicília.

## Roger de Flor com a figura heroica
Roger de Flor va aconseguir una gran popularitat entre els seus contemporanis gràcies a la crònica de Ramon Muntaner. La seva figura, mítica, va ser el principal model de Tirant lo Blanc, de Joanot Martorell.

### Tirant lo Blanc
Els paral·lelismes entre Tirant i Roger de Flor són evidents: Tirant recluta les seves forces a Itàlia per anar a salvar els grecs que havien quedat quasi reduïts a senyorejar Constantinoble, és nomenat Cèsar de l'imperi i esposa una filla del basileus; sorprès per la mort (no violenta) a Adriànapolis, enmig de les seves victòries, és clarament un reflex idealitzat de la figura de Roger de Flor.

### Altres Obres
- Joaquim Rubió i Ors Roudor del Llobregat ó sia Los Catalanes en Grecia (Barcelona, 1842). Poema èpic en tres cants
- Antoni de Bofarull Roger de Flor o El manto del templario. drama històric en tres actes i vers, representat en el Teatro Nacional
- Dámaso Calvet de Budallés Són ells!. Poesia premiada amb l'Englantina d'or els Jocs Florals de Barcelona de 1859
- Joaquín Guichot El adalid almogávar Ed. La Maravilla (Barcelona 1864). novel·la històrica original basada en l'expedició a Orient.
- Antonio García Gutierrez Venganza catalana (Madrid 1864). Drama en quatre actes
- Rafael del Castillo Roger de Flor o Venganza de Catalanes Ed. La Maravilla (Barcelona, 1864). Novel·la històrica
- Juan Justiniano y arribas Roger de Flor. Poema heroic dedicat a Isabel II (Madrid 1865). Nova edició (Badajoz 1892).
- J.J.Uguet Los almugávares Impr.Tassa (Barcelona, 1867)
- Roger de Flor. Òpera en 4 actes del mestre Chapí. drama del sr. Capdepon traduït a l'italià pel sr. Palermi (Madrid, 1878). Fou estrenada al Teatro Real de Madrid el mes de gener de 1878 per les festes de les noces reials d'Alfons XII
- Francesc Pelai Briz L'Orientada (Barcelona, 1881). Poema
- Josep Feliu i Codina Catalans a Orient. Gatada en dos actes i vers, estrenda al teatre Romea el 8 de desembre de 1886
- (alemany) Otto Denk zwei Waffenbründer. Ein historikes Gemälde aus dem vierzehnten Jahrhundert (regensburg, 1894)
- Àngel Guimerà Lo camí del sol (Barcelona, 1904). Tragèdia en tres actes i vers, estrenada al teatre Romea el 9 de febrer de 1904. La figura de Roger de Flor, presentada amb gran noblesa, és la que omple per complet aquest drama fins a la darrera escena, quan cau ferit traïdorament.
- E.Girbal Jaume La fi dels almugàvers (Barcelona, jocs Florals de 1909)
- Roger de Flor y sus almogávares. Fernando Pérez de Cambra, Editora Nacional 1950.